# Iglesia de Nuestra Señora de Barnuevo (Soria)
La Iglesia de Nuestra Señora de Barnuevo era una de las 35 parroquias con las que contaba la ciudad de Soria. Desapareció en el siglo XIX.

## Historia
La Iglesia de Nuestra Señora de Barnuevo aparecía en el censo de Alfonso X el Sabio elaborado en el año 1270. Esta iglesia se situaba junto a la puerta de Nájera y derecha del paseo que va de la población al Mirón. Aquí celebraban sus reuniones el linaje de los Barnuevo y tenían sus enterramientos, algunos de ellos con las estatuas yacentes, como las que se hallaban en la capilla de San Pablo.
Aunque fue una de las parroquias más importantes, estaba ya en plena decadencia en la segunda mitad del XVIII, siendo destruida por los franceses durante la Guerra de la Independencia y anexionada a San Pedro en 1814. Antes dependieron de ella San Mateo, San Prudencio, San Nicolás, San Llorente y San Juan de Muriel.

## Descripción
Era una pequeña iglesia, como casi todas las parroquias que aparecían en el censo de Alfonso X elaborado en 1270 y de estilo románico.
La actual Calle de Nuestra Señora de Barnuevo es una de las que suben al paseo del Mirón, donde confluye con la de la Puerta de Nájera, en el punto donde se hallaba esta iglesia. La planta dibujada en el plano de Coello (1860) representa a una iglesia de una nave con una capilla adosada al muro sur del presbiterio, ábside semicircular y una serie de amplias dependencias envolviendo este conjunto por el este y por el sur, tal vez en este último caso un pórtico.
En el año 1990, al construirse unas viviendas en esa zona, los movimientos de tierras pusieron al descubierto un muro que bien pudiera corresponder a los restos de esta iglesia, sin que existan más noticias al respecto.